# Federica De Cola
Federica De Cola (Messina, 10 maggio 1984) è un'attrice italiana.

## Biografia
Laureata al DAMS presso l'università di Palermo, Federica De Cola ha studiato danza e recitazione per molti anni. Nel 1999 ha recitato nel ruolo da protagonista nella produzione teatrale Pensaci Mario, a cui sono seguiti molti altri lavori fra cui versioni amatoriali dei musical Grease e Cats ed il ruolo di Giulietta in Romeo e Giulietta di Shakespeare per la regia di Nicolaj Karpov.
Nel 2005 ha fatto il suo debutto come attrice cinematografica con Nuovomondo di Emanuele Crialese. In seguito, ha recitato principalmente in produzioni televisive come L'ultimo dei Corleonesi (2007), La vita rubata (2007), Pane e libertà (2008) e Sissi (2009).
Nel 2011 ha interpretato il ruolo di una delle tre protagoniste nella miniserie televisiva Atelier Fontana - Le sorelle della moda, insieme ad Anna Valle ed Alessandra Mastronardi.
Nel 2013 è stata presente nel cast della serie Un matrimonio.
Nel 2014 ha interpretato la sorella di Leo in Braccialetti Rossi.
Nell'aprile 2015 è stata la protagonista femminile di Lei e lei accanto a Giampiero Cicciò anche autore e regista dello spettacolo prodotto dal teatro Vittorio Emanuele II di Messina.

## Vita privata
Federica De Cola è sposata con Francesco Pistelli, dal quale ha avuto una figlia, Bianca, nata il 2 dicembre 2016.

## Filmografia

### Cinema
- Nuovomondo, regia di Emanuele Crialese (2006)
- Il giovane favoloso, regia di Mario Martone (2014)
- Scusate se esisto!, regia di Riccardo Milani (2014)
- Il padre d'Italia, regia di Fabio Mollo (2017)
- Esterno notte, regia di Marco Bellocchio (2022)

### Televisione
- Il commissario Montalbano, regia di Alberto Sironi – serie TV, episodio La pazienza del ragno (2006)
- L'ultimo dei Corleonesi, regia di Alberto Negrin – film TV (2007)
- La vita rubata, regia di Graziano Diana – film TV (2008)
- Rebecca, la prima moglie, regia di Riccardo Milani – miniserie TV (2008)
- Puccini, regia di Giorgio Capitani – miniserie TV (2009)
- Pane e libertà, regia di Alberto Negrin – miniserie TV (2009)
- Don Matteo 7, regia di Giulio Base – serie TV, episodio Tango (2009)
- Medicina generale, regia di Luca Ribuoli e Francesco Miccichè – serie TV (2009)
- Sissi, regia di Xaver Schwarzenberger – miniserie TV (2009)
- Le cose che restano, regia di Gianluca Maria Tavarelli – miniserie TV (2010)
- Atelier Fontana - Le sorelle della moda, regia di Riccardo Milani – miniserie TV (2011)
- Edda Ciano e il comunista, regia di Graziano Diana – film TV (2011)
- Il segreto dell'acqua, regia di Renato De Maria – serie TV (2011)
- Violetta, regia di Antonio Frazzi (2011)
- L'onore e il rispetto - Parte terza, regia di Luigi Parisi e Alessio Inturri – serie TV (2012)
- Volare - La grande storia di Domenico Modugno, regia di Riccardo Milani – miniserie TV (2013)
- Altri tempi, regia Marco Turco – miniserie TV (2013)
- Un matrimonio, regia di Pupi Avati – miniserie TV (2013-2014)
- Braccialetti rossi, regia di Giacomo Campiotti – serie TV (2014-2016)
- È arrivata la felicità, regia di Riccardo Milani e Francesco Vicario – serie TV (2015-2018)
- Grand Hotel, regia di Luca Ribuoli – miniserie TV (2015)
- Luisa Spagnoli, regia di Lodovico Gasparini – miniserie TV (2016)
- Liberi di scegliere, regia di Giacomo Campiotti – film TV (2019)
- La concessione del telefono - C'era una volta Vigata, regia di Roan Johnson – film TV (2020)
- Vite in fuga, regia di Luca Ribuoli – serie TV (2020)
- Maria Corleone, regia di Mauro Mancini – serie TV (2023-2025)
- Vanina - Un vicequestore a Catania, regia di Davide Marengo – serie TV, episodio 1x03 (2024)

## Teatro
- Pensaci Mario, regia di Angelo Campolo (1999)
- Fandango, regia di Angelo Campolo (2000)
- Nemici del cuore, regia di Angelo Campolo (2001)
- Grease, regia di Gianni Fortunato (2002)
- Cats, regia di Sofia Zanardi (2002)
- Romeo e Giulietta, regia di Nikolaj Karpov (2003)
- Passaggi, regia di Riccardo Caporossi (2004)
- La locandiera, regia di Giancarlo Cobelli (2006)
- Lo stato d'assedio, regia di Giampiero Cicciò (2007)
- Come lo fanno le ragazze, regia di Daniela Giordano (2008)
- Salomè, regia di Giampiero Cicciò (2008)
- Lo chiamavano Giufà, regia di Mario Gelardi (2009)
- Hell, regia di Francesco Giuffrè (2010)
- Sogno d'amore ubriaco, regia di Angelo Campolo (2011)
- I miei occhi cambieranno di Celeste Brancato, regia di Giampiero Cicciò (2011)
- Lei e lei, scritto e diretto da Giampiero Cicciò (2015)

## Riconoscimenti
- Roma Fiction Fest
  - 2011 – Premio L.A.R.A. come Miglior attrice